# Nancy Eisenberg
Pour les articles homonymes, voir Eisenberg.
Nancy Eisenberg, née en 1950, est une psychologue et professeure d'université américaine. Elle est spécialisée dans la recherche sur le développement moral, psycho-social et émotionnel.

## Biographie
Elle fait ses études à l'université de Californie à Berkeley. En 1976, elle obtient un doctorat en psychologie clinique,,.
Elle est professeure au département de psychologie de l'université de l'Arizona. Elle porte le titre de « professeur régent » depuis l'année universitaire 1991-1992.

## Spécialité et champs de recherche
Ses travaux de recherches portent sur développement social, émotionnel et moral, en particulier dans les domaines de l'autorégulation et de l'ajustement socio-émotionnel. Elle a publié des études empiriques dans des ouvrages et des collaborations à des ouvrages collectifs.
Titus Graig Steven souligne que le champ d'étude d'Eisenberg, sur « le raisonnement orienté vers le social », et ayant pour base et point d'appui une « approche développementale selon l’âge », se révèle, selon lui, plus souple que les théories précédemment établies par Lawrence Kohlberg.

## Activités institutionnelles et éditoriales
Elle a été présidente de la Western Psychological Association et de la division 7 de l'Association américaine de psychologie, et présidente de l'Association for Psychological Science en 2014-2015. Elle a également été rédactrice en chef de la revue Psychological Bulletin et a dirigé l'édition du troisième volume du Handbook of Child Psychology. En 2006, elle fonde la revue Child Development Perspectives de la Society for Research in Child Development.

## Prix et distinctions
- Prix de recherche décernés par les instituts nationaux de santé NICHD et NiMH[6].
- 2007 : prix Ernest R. Hilgard pour ses contributions en psychologie générale, notamment celle qu'elle a réalisée au sein de la « division 1 », par l'Association américaine de psychologie
- 2008 : Distinguished Scientific Contribution, International Society for the Study of Behavioral Development
- 2009 : prix G. Stanley Hall, division 7 de l'APA
- 2011 : prix William James Fellow, Association for Psychological Science

## Publications
- The Roots of Prosocial Behavior in Children, avec Paul H. Mussen, Cambridge University Press, 1989.
- Empathy and its Development, avec Janet Strayer, Cambridge University Press, 1990, 406 p.
- Handbook of Child Psychology. Social, Emotional and Personality Development, avec William Damon, vol.3, John Wiley & Sons, 1998.
- The Development of Prosocial Behavior, Academic Press, 22 octobre 2013, 401 p. (lire en ligne).
- How children develop, avec Robert S. Siegler & Judy S. DeLoache, Worth Publishers, 2003  (ISBN 9781572592490).
- (en) Nancy Eisenberg et Adrienne Sadovsky, « Bridging Developmental and Social Psychology », dans Paul A.M. Van Lange (éd), Bridging Social Psychology : Benefits of Transdisciplinary Approaches, Psychology Press, 15 août 2006, 508 p. (lire en ligne), p. 225-232.